# Parque Dom Pedro Shopping
O Parque D. Pedro Shopping, inaugurado em 19 de março de 2002, é um shopping center é o maior shopping da América Latina em extensão territorial contínua, localizado na cidade de Campinas, no interior do estado de São Paulo, Brasil. Situa-se às margens da Rodovia Dom Pedro I, no quilômetro 137. Estando bem próximo ao distrito de Barão Geraldo. Abriga 404 lojas, 59 lanchonetes e restaurantes com lugar para 1.844 pessoas sentadas, dispõe de um cinema com 15 salas de projeção e 8 mil vagas para estacionamento de veículos. O shopping é considerado o maior da América Latina com área bruta locável contínua de 127.300 metros. Circulam pelo local 1.500.000 por mês e em média 18,7 milhões de pessoas passam pelo centro de compras todos os anos. .

## Infraestrutura

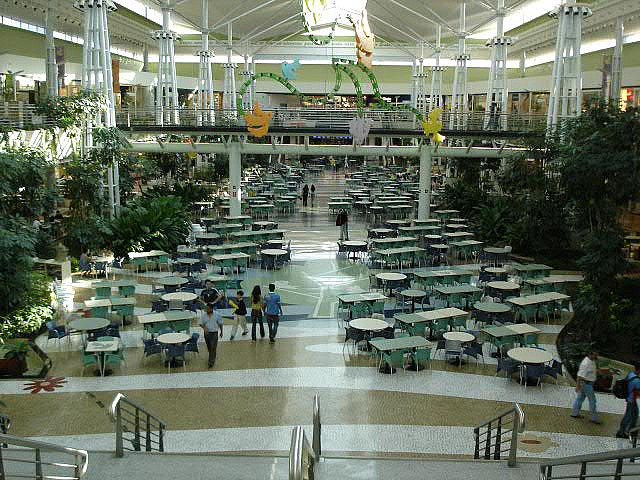
Praça de alimentação.

Possui espaço interno para acomodação de cerca de 420 lojas, sendo 33 lojas âncoras e 270 satélites, sendo que seu lado externo também possui diversas instalações, dentre as quais destacam-se o Carrefour, uma academia de luxo, além de vários restaurantes, bares e lanchonetes, clínica médica, agências de automóveis, pet shop e uma loja de materiais de construção e bricolagem.
Esse shopping possui cinco entradas temáticas: no lado principal (leste) há a Entrada das Águas, a Entrada das Colinas e a Entrada das Flores, no outro (oeste) há a Entrada das Pedras e a Entrada das Árvores, cada uma delas decorada de acordo com o tema proposto e com lojas que oferecem o mesmo tipo de serviço ou vendem produtos semelhantes (em oposição a tradicional separação por andares). O shopping conta também com uma unidade do Hipermercado Carrefour.
Todas as acomodações do shopping são planejadas, havendo, no shopping, diversas "praças de descanso" (com plantas, estofados e um ambiente com wi-fi).
Na entrada das árvores encontra-se uma obra artística produzida a partir do tronco de uma figueira que se encontrava no terreno onde o shopping foi construído.

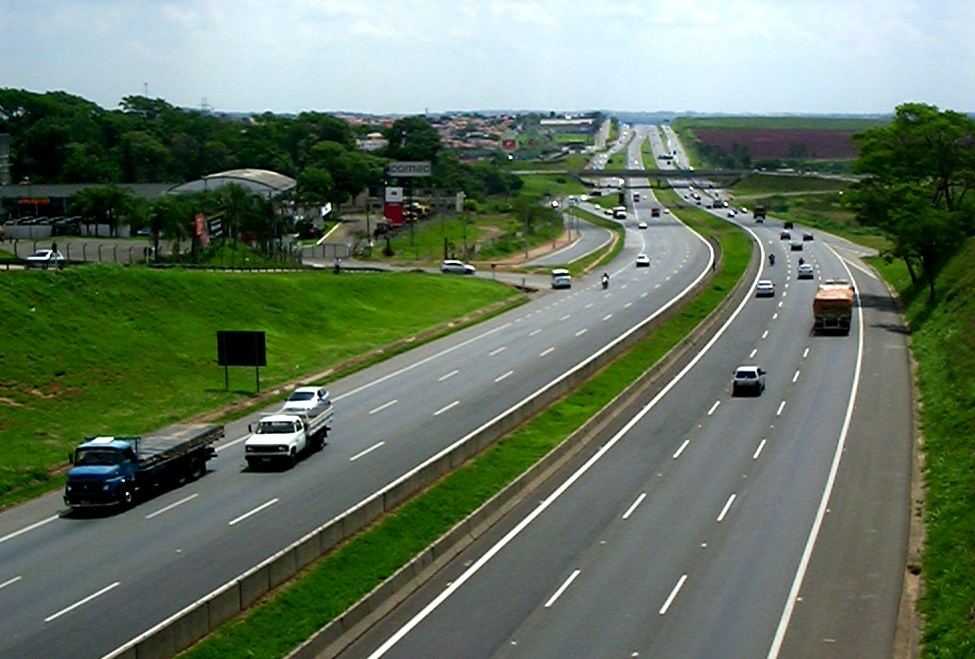
Rodovia Dom Pedro I, km 137

Espaço Kids são áreas reservadas as crianças com monitores e funcionários treinados, para cuidar das crianças enquanto seus pais fazem compras. Através de vários monitores espalhados pelo shopping e utilizando toda a tecnologia da segurança, os pais podem acompanhar seus filhos de onde eles estiverem.
A segurança do local utiliza tecnologia de ponta, possui aproximadamente 500 câmeras de auto captura e sensibilidade no espaço interno e externo. Aproximadamente 80,000 m² de construção são feitos com blindagem, com chapas de gesso, garantindo a segurança das lojas que vendem artigos de alto padrão.
Existe também uma academia de esportes Bodytech, localizado no interior do shopping com aproximadamente 5,000 m² de área útil.
Atualmente passou por uma reforma e conta também com uma nova área de lazer, a Alameda Dom Pedro.
Para manutenção das instalações, a edificação abriga 16 docas para carga e descarga de produtos, departamento de limpeza e reciclagem e uma estação de tratamento de esgoto exclusiva.

## Bolsa de valores
O Parque D. Pedro Shopping está listado na Bolsa de Valores do Brasil (B3) desde 2009, sob gerência da Aliansce Sonae + brMalls e sob a forma de Fundo de Investimento Imobiliário (FII) denominado PQDP11.